# Secțiunea geologică din valea râului Ialpug
Secțiunea geologică din valea râului Ialpug este un monument al naturii de tip geologic sau paleontologic în Găgăuzia, Republica Moldova. Este amplasat în orașul Comrat, panta stângă a văii râului Ialpug, ocolul silvic Comrat, Comrat-IV, parcela 34, subparcela 11. Are o suprafață de 5,6 ha. Obiectul este administrat de Gospodăria Silvică de Stat Iargara.

## Galerie de imagini

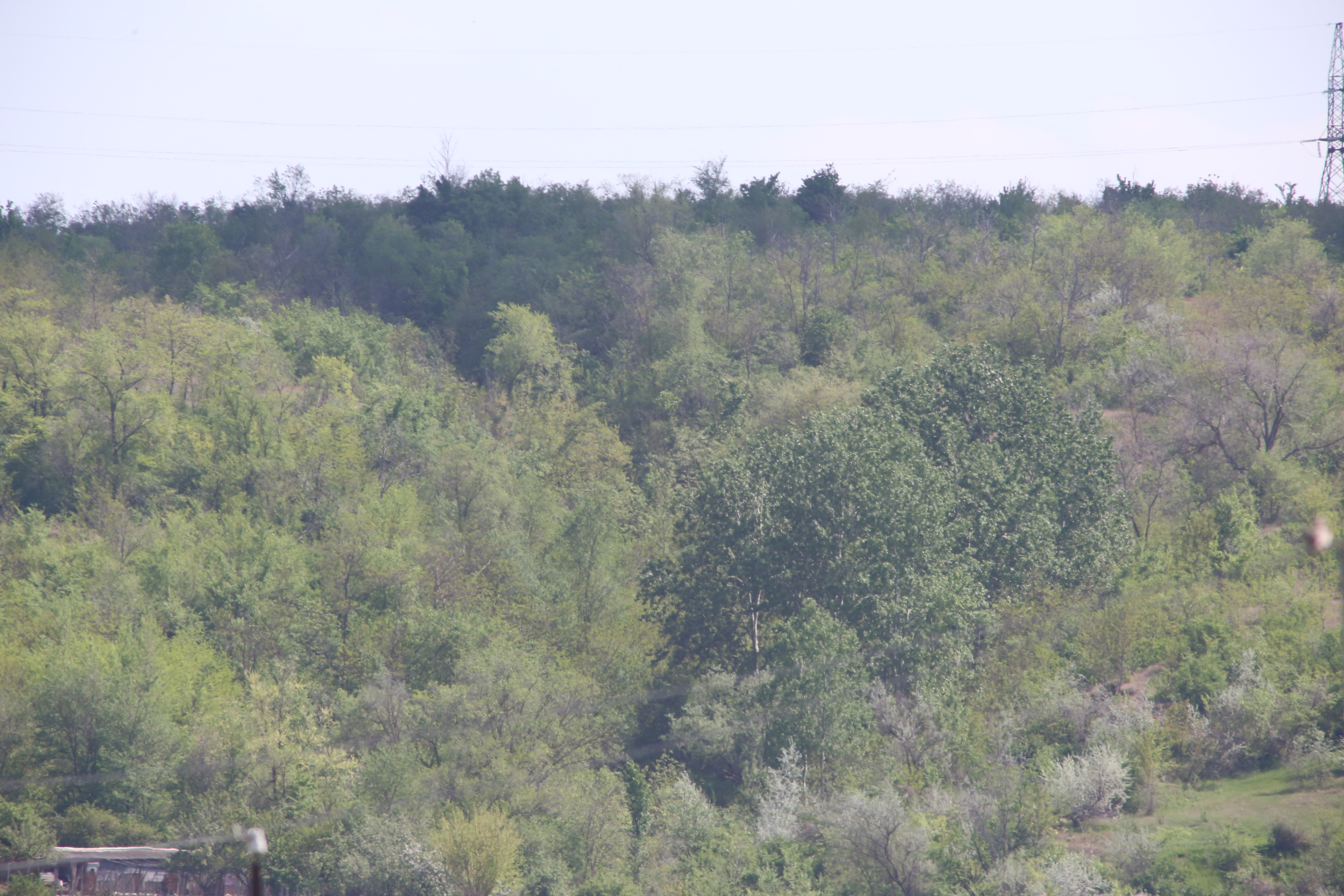
Zona este împădurită
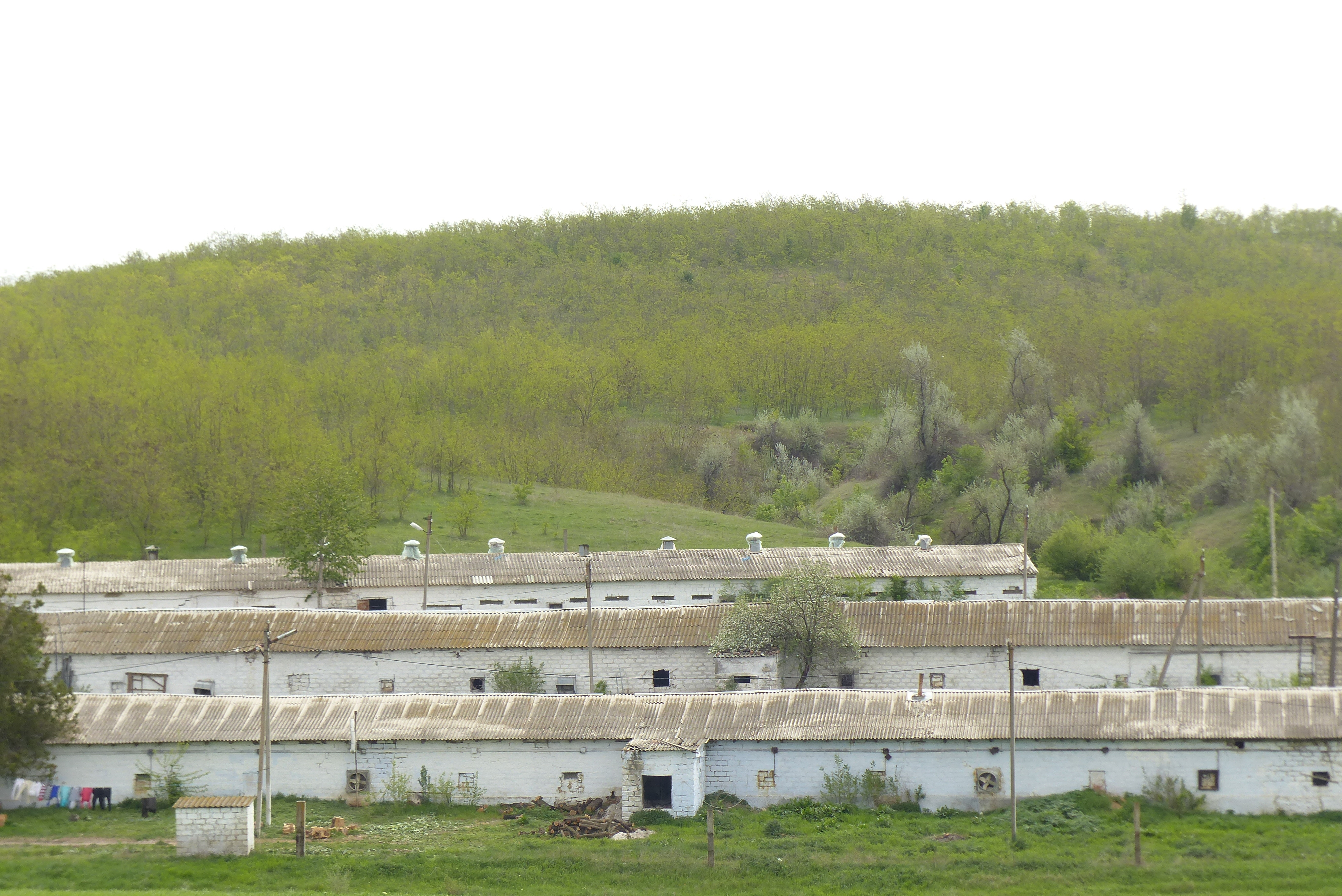
Gospodărie agricolă lângă monumentul geologic